# 奧爾德肖特
奧爾德肖特（英语：Aldershot）是英國的一座城鎮，位於漢普郡。市區人口有33,840人。奧爾德肖特都市區則包括其他一些衛星都市，有人口243,344人。
奧爾德肖特和英國陸軍有著密切的關係，這也使得都市的規模快速擴大。奧爾德肖特每年都會舉行軍樂節，這也是當地重要的盛事。威靈頓公爵的雕像是奧爾德肖特的地標。市內有眾多文化設施。這裡的文化事業頗為發達。1948年倫敦奧運會時有部份賽事在此舉行。奧爾德肖特也在多部文學作品中出場，在哈代的小說中奧爾德肖特就有出場。奧爾德肖特也出現在多首詩歌中。有多部電影也在奧爾德肖特取景。

## 外部連結
- Rushmoor Borough Council （页面存档备份，存于）
- The Aldershot Civic Society （页面存档备份，存于）
- Aldershot Military Museum
- Aldershot Library Military Collection